# Žika Jelić
Živorad Žika Jelić (Kraljevo, 7. decembar 1942) srpski je muzičar i gitarista.
Najpoznatiji je kao bas gitarista jugoslovenskog i srpskog benda YU grupa, koju je formirao 1970. godine sa svojim bratom Dragim Jelićem.

## Diskografija

### YU grupa
- „ grupa“ (Jugoton 1973)
- „Kako to da svaki dan?“ (Jugoton 1974)
- „ grupa“ (Jugoton 1975)
- „ zlato“ (Jugoton 1976)
- „Među zvezdama“ (Jugoton 1977)
- „Samo napred...“ (PGP RTB 1979)
- „Od zlata jabuka“ (ZKP RTLj 1987)
- „Ima nade“ (PGP RTB 1988)
- „Tragovi“ (PGP RTB 1990)
- „Rim“ (PGP RTS 1995)
- „Dugo znamo se“ (PGP RTS 2005)
- „Evo stojim tu“ (PGP RTS 2016)

## Spoljašnje veze
- Istorija YU grupe